# ناحیه کسایی
ناحیه کسایی (به لاتین: Kasai District) یک منطقهٔ مسکونی در جمهوری دموکراتیک کنگو است که در کاسای غربی واقع شده‌است.